# Женска фудбалска репрезентација Чилеа
Женска фудбалска репрезентација Чилеа (порт. Seleção Brasileira Feminina de futebol је женски фудбалски тим који представља чиле на међународним такмичењима и такмичи се у Конфедерацији фудбалских савеза Јужне Америке (Конмебол).
Чиле је био близу да се квалификује за Светско првенство у фудбалу за жене 1991, 1995. и 2011. године, да би се коначно пласирао у финале по први пут 2019. године. Чиле је, заједно са Бразилом, један од два тима који су се увек квалификовали за Копа Америка за жене. Пријатељске утакмице Чиле често игра против Аргентине, која јој је постала традиционални ривал. Тим тренутно тренира Жозе Летелије, а капитен је голман Кристине Ендлер.
Као и код других јужноамеричких нација, женски фудбал је донекле под сенком мушког фудбала. Чиле се, за пласман на Светско првенство у фудбалу за жене 2019. у Француској, означио као пета нација у Конмеболу у којој су и мушки и женски тимови квалификовани за сениорске ФИФА турнире.
Женска фудбалска репрезентација Чилеа квалификовала се за своје прве Летње олимпијске игре у Токију 2020.
Локално седиште репрезентације је Национални стадион Чилеа, који се налази у општини Нуноа у граду Сантјагу. Репрезентација се окупља и тренира се у спортском комплексу Хуан Пинто Дуран или у спортском комплексу Куилин, у општини Макул или у локалном клубу Сантандер, у општини Пеналолен.

## Достигнућа

### Светско првенство за жене
| Светско првенство у фудбалу за жене резултати | Светско првенство у фудбалу за жене резултати | Светско првенство у фудбалу за жене резултати | Светско првенство у фудбалу за жене резултати | Светско првенство у фудбалу за жене резултати | Светско првенство у фудбалу за жене резултати | Светско првенство у фудбалу за жене резултати | Светско првенство у фудбалу за жене резултати | Светско првенство у фудбалу за жене резултати |
| Година                                        | Резултат                                      | Ута                                           | Поб                                           | Нер*                                          | Изг                                           | ГД                                            | ГП                                            | ГР                                            |
| --------------------------------------------- | --------------------------------------------- | --------------------------------------------- | --------------------------------------------- | --------------------------------------------- | --------------------------------------------- | --------------------------------------------- | --------------------------------------------- | --------------------------------------------- |
| 1991.                                         | Није се квалификовала                         | Није се квалификовала                         | Није се квалификовала                         | Није се квалификовала                         | Није се квалификовала                         | Није се квалификовала                         | Није се квалификовала                         | Није се квалификовала                         |
| 1995.                                         | Није се квалификовала                         | Није се квалификовала                         | Није се квалификовала                         | Није се квалификовала                         | Није се квалификовала                         | Није се квалификовала                         | Није се квалификовала                         | Није се квалификовала                         |
| 1999.                                         | Није се квалификовала                         | Није се квалификовала                         | Није се квалификовала                         | Није се квалификовала                         | Није се квалификовала                         | Није се квалификовала                         | Није се квалификовала                         | Није се квалификовала                         |
| 2003.                                         | Није се квалификовала                         | Није се квалификовала                         | Није се квалификовала                         | Није се квалификовала                         | Није се квалификовала                         | Није се квалификовала                         | Није се квалификовала                         | Није се квалификовала                         |
| 2007.                                         | Није се квалификовала                         | Није се квалификовала                         | Није се квалификовала                         | Није се квалификовала                         | Није се квалификовала                         | Није се квалификовала                         | Није се квалификовала                         | Није се квалификовала                         |
| 2011.                                         | Није се квалификовала                         | Није се квалификовала                         | Није се квалификовала                         | Није се квалификовала                         | Није се квалификовала                         | Није се квалификовала                         | Није се квалификовала                         | Није се квалификовала                         |
| 2015.                                         | Није се квалификовала                         | Није се квалификовала                         | Није се квалификовала                         | Није се квалификовала                         | Није се квалификовала                         | Није се квалификовала                         | Није се квалификовала                         | Није се квалификовала                         |
| 2019.                                         | Групна фаза                                   | 3                                             | 1                                             | 0                                             | 2                                             | 2                                             | 5                                             | −3                                            |
| 2023.                                         | Није играно                                   | Није играно                                   | Није играно                                   | Није играно                                   | Није играно                                   | Није играно                                   | Није играно                                   | Није играно                                   |
| Укупно                                        | 1/9                                           | 3                                             | 1                                             | 0                                             | 2                                             | 2                                             | 5                                             | −3                                            |

| Светско првенство у фудбалу за жене историја | Светско првенство у фудбалу за жене историја | Светско првенство у фудбалу за жене историја | Светско првенство у фудбалу за жене историја | Светско првенство у фудбалу за жене историја | Светско првенство у фудбалу за жене историја |
| Година                                       | Коло                                         | Датум                                        | Противник                                    | Резултат                                     | Стадион                                      |
| -------------------------------------------- | -------------------------------------------- | -------------------------------------------- | -------------------------------------------- | -------------------------------------------- | -------------------------------------------- |
| 2019.                                        | Групна фаза                                  | 11. јун                                      | Шведска                                      | Изг. 0 : 2                                   | Рут де Лорјен, Рен                           |
| 2019.                                        | Групна фаза                                  | 16. јун                                      | Сједињене Државе                             | Изг. 0 : 3                                   | Парк принчева, Париз                         |
| 2019.                                        | Групна фаза                                  | 20. јун                                      | Тајланд                                      | Поб. 2 : 0                                   | Рут де Лорјен, Рен                           |

### Олимпијске игре
| Олимпијске игре резултати | Олимпијске игре резултати | Олимпијске игре резултати | Олимпијске игре резултати | Олимпијске игре резултати | Олимпијске игре резултати | Олимпијске игре резултати | Олимпијске игре резултати | Олимпијске игре резултати |
| Година                    | Резултат                  | Позиција                  | Ута                       | Поб                       | Нер                       | Изг                       | ГД                        | ГП                        |
| ------------------------- | ------------------------- | ------------------------- | ------------------------- | ------------------------- | ------------------------- | ------------------------- | ------------------------- | ------------------------- |
| 1996.                     | Није се квалификовала     | Није се квалификовала     | Није се квалификовала     | Није се квалификовала     | Није се квалификовала     | Није се квалификовала     | Није се квалификовала     | Није се квалификовала     |
| 2000.                     | Није се квалификовала     | Није се квалификовала     | Није се квалификовала     | Није се квалификовала     | Није се квалификовала     | Није се квалификовала     | Није се квалификовала     | Није се квалификовала     |
| 2004.                     | Није се квалификовала     | Није се квалификовала     | Није се квалификовала     | Није се квалификовала     | Није се квалификовала     | Није се квалификовала     | Није се квалификовала     | Није се квалификовала     |
| 2008.                     | Није се квалификовала     | Није се квалификовала     | Није се квалификовала     | Није се квалификовала     | Није се квалификовала     | Није се квалификовала     | Није се квалификовала     | Није се квалификовала     |
| 2012.                     | Није се квалификовала     | Није се квалификовала     | Није се квалификовала     | Није се квалификовала     | Није се квалификовала     | Није се квалификовала     | Није се квалификовала     | Није се квалификовала     |
| 2016.                     | Није се квалификовала     | Није се квалификовала     | Није се квалификовала     | Није се квалификовала     | Није се квалификовала     | Није се квалификовала     | Није се квалификовала     | Није се квалификовала     |
| 2020.                     | Групна фаза               | 11.                       | 3                         | 0                         | 0                         | 3                         | 1                         | 5                         |
| Укупно                    | 1/7                       |                           | 3                         | 0                         | 0                         | 3                         | 1                         | 5                         |

| Светско првенство у фудбалу за жене историја | Светско првенство у фудбалу за жене историја | Светско првенство у фудбалу за жене историја | Светско првенство у фудбалу за жене историја | Светско првенство у фудбалу за жене историја | Светско првенство у фудбалу за жене историја |
| Година                                       | Коло                                         | Датум                                        | Противник                                    | Резултат                                     | Стадион                                      |
| -------------------------------------------- | -------------------------------------------- | -------------------------------------------- | -------------------------------------------- | -------------------------------------------- | -------------------------------------------- |
| 2020.                                        | Групна фаза                                  | 21. јул                                      | Велика Британија                             | 0–2                                          | Сапоро доум, Сапоро                          |
| 2020.                                        | Групна фаза                                  | 24. јул                                      | Канада                                       | 1 : 2                                        | Сапоро доум, Сапоро                          |
| 2020.                                        | Групна фаза                                  | 27. јул                                      | Јапан                                        | 0 : 1                                        | Стадион Мијаги, Рифу                         |

### Копа Америка за жене
| Копа Америка за жене рекорд | Копа Америка за жене рекорд | Копа Америка за жене рекорд | Копа Америка за жене рекорд | Копа Америка за жене рекорд | Копа Америка за жене рекорд | Копа Америка за жене рекорд | Копа Америка за жене рекорд | Копа Америка за жене рекорд |
| Година                      | Резултат                    | Ута                         | Поб                         | Нер                         | Изг                         | ГД                          | ГП                          |                             |
| --------------------------- | --------------------------- | --------------------------- | --------------------------- | --------------------------- | --------------------------- | --------------------------- | --------------------------- | --------------------------- |
| 1991.                       | Другопласирани              | 2                           | 1                           | 0                           | 1                           | 2                           | 6                           |                             |
| 1995.                       | Треће место                 | 4                           | 1                           | 1                           | 2                           | 14                          | 9                           |                             |
| 1998.                       | Групна фаза                 | 4                           | 1                           | 0                           | 3                           | 6                           | 13                          |                             |
| 2003.                       | Групна фаза                 | 2                           | 0                           | 0                           | 2                           | 2                           | 9                           |                             |
| 2006.                       | Групна фаза                 | 4                           | 1                           | 0                           | 3                           | 5                           | 13                          |                             |
| 2010.                       | Треће место                 | 7                           | 3                           | 2                           | 2                           | 11                          | 8                           |                             |
| 2014.                       | Групна фаза                 | 4                           | 2                           | 0                           | 2                           | 6                           | 5                           |                             |
| 2018.                       | Другопласирани              | 7                           | 3                           | 3                           | 1                           | 13                          | 5                           |                             |
| 2022.                       | У току                      | –                           | –                           | –                           | –                           | –                           | –                           |                             |
| Укупно                      | 8/8                         | 34                          | 12                          | 6                           | 16                          | 59                          | 68                          |                             |

### Панамеричке игре
| Панамеричке игре резултати | Панамеричке игре резултати   | Панамеричке игре резултати   | Панамеричке игре резултати   | Панамеричке игре резултати   | Панамеричке игре резултати   | Панамеричке игре резултати   | Панамеричке игре резултати   | Панамеричке игре резултати |
| Година                     | Резултат                     | Ута                          | Поб                          | Нер                          | Изг                          | ГД                           | ГП                           |                            |
| -------------------------- | ---------------------------- | ---------------------------- | ---------------------------- | ---------------------------- | ---------------------------- | ---------------------------- | ---------------------------- | -------------------------- |
| 1999.                      | Није се квалификовала        | Није се квалификовала        | Није се квалификовала        | Није се квалификовала        | Није се квалификовала        | Није се квалификовала        | Није се квалификовала        |                            |
| 2003.                      | Није се квалификовала        | Није се квалификовала        | Није се квалификовала        | Није се квалификовала        | Није се квалификовала        | Није се квалификовала        | Није се квалификовала        |                            |
| 2007.                      | Није се квалификовала        | Није се квалификовала        | Није се квалификовала        | Није се квалификовала        | Није се квалификовала        | Није се квалификовала        | Није се квалификовала        |                            |
| 2011.                      | групна фаза                  | 3                            | 1                            | 1                            | 1                            | 3                            | 1                            |                            |
| 2015.                      | Није се квалификовала        | Није се квалификовала        | Није се квалификовала        | Није се квалификовала        | Није се квалификовала        | Није се квалификовала        | Није се квалификовала        |                            |
| 2019.                      | Није се квалификовала        | Није се квалификовала        | Није се квалификовала        | Није се квалификовала        | Није се квалификовала        | Није се квалификовала        | Није се квалификовала        |                            |
| 2023.                      | Квалификовала се као домаћин | Квалификовала се као домаћин | Квалификовала се као домаћин | Квалификовала се као домаћин | Квалификовала се као домаћин | Квалификовала се као домаћин | Квалификовала се као домаћин |                            |
| Укупно                     | 2/7                          | 3                            | 1                            | 1                            | 1                            | 3                            | 1                            |                            |